# 선하이 고속공로

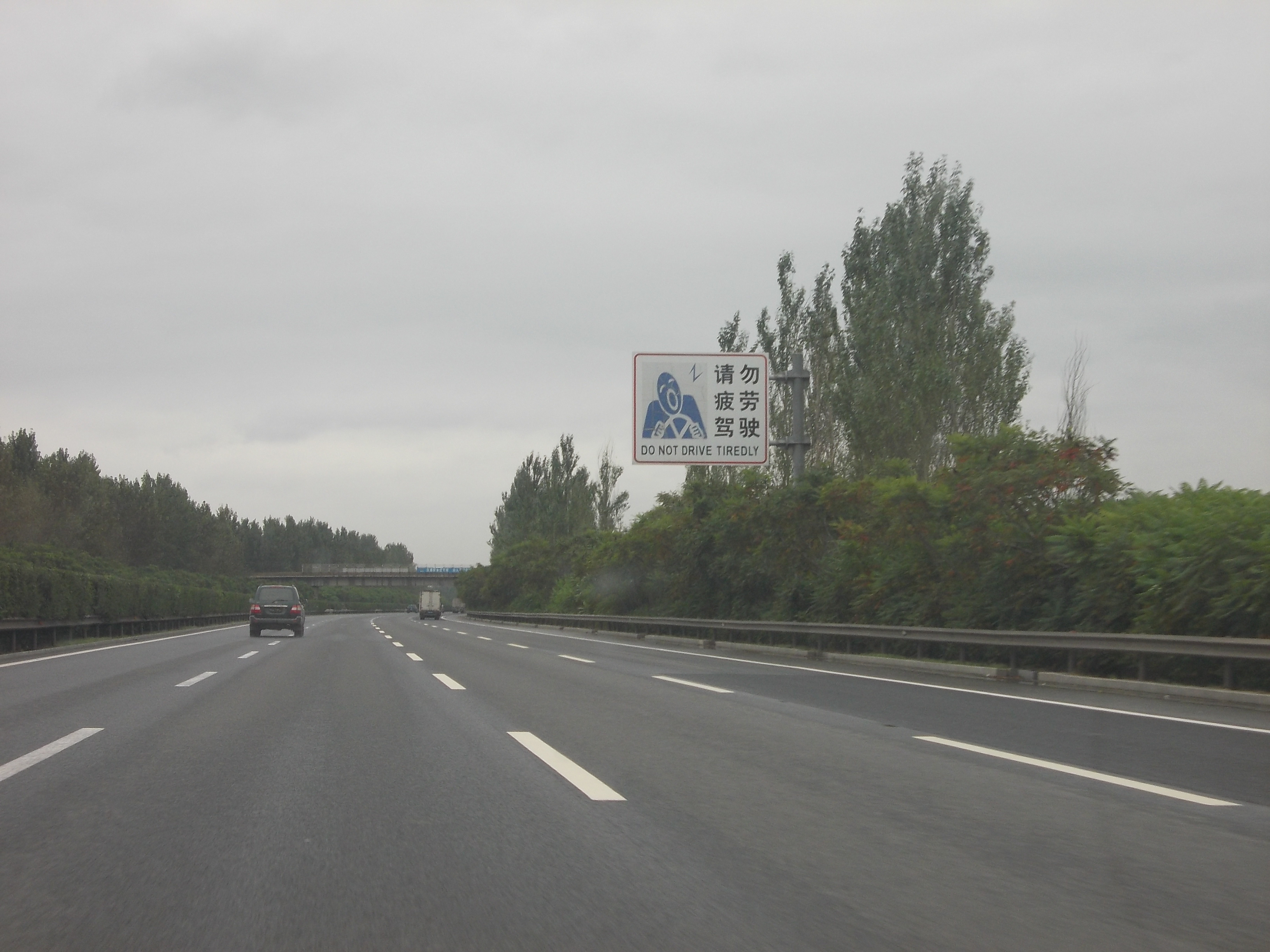
선다 고속공로(선양-다롄 고속도로) 구간

선하이 고속공로(沈海高速公路) 또는 선양-하이커우 고속도로(沈阳－海口高速公路)는 랴오닝성 선양시 ~ 하이난성 하이커우시를 잇는 고속도로이며 중국국가고속공로망의 제G15호 고속공로로 지정되어 있다.
2012년 기준으로 쉬원현~하이커우시 구간이 개통된 상태이다. 다롄시~옌타이시 구간은 보하이해에 의해 개통되지 않았으며, 향후 보하이 대교(渤海灣跨海大橋) 건설을 계획중이다. 더불어 광둥성과 하이난섬의 연결을 위한 교량 및 터널이 계획중이다.
상하이와 저장성의 닝보시 구간은 항저우만 대교로 연결되어 있다. 항저우 만 대교는 세계에서 가장 긴 해양 교량으로 기록되고 있다. 그리고 난퉁시와 장쑤성 창수시를 연결하는 쑤퉁 장강 대교는 세계에서 두 번째로 긴 사장교이다.

## 주행 거리
| 선하이 고속공로 주행 거리(공리)교통운수부《소우인발국가고속공로망리정장호전체방안적통지》(교통운수부：교공로발〔2008〕157호) |           |                                |           |                       |           |
| 성급행정구 | 주간 거리 | 시점                           | 시점 거리 | 종점 (지방 경계 지점) | 종점 거리 |
| 랴오닝성 | 399.548   | 침양금보태추뉴                 | 0         | 여순(요로계)          | 399.548   |
| 산둥성 | 359.1     | 연태(노료계)                   | 400       | 분수(노소계)          | 759.1     |
| 장쑤성 | 493       | 분수(소로계)                   | 760       | 누당진(소호계)        | 1253      |
| 상하이 | 92.112    | 누당진(호소계)                 | 1253      | 금산구(호절계)        | 1345.112  |
| 저장성 | 497       | 금산구(절호계)                 | 1346      | 복정분수소(절민계)    | 1843      |
| 푸젠성 | 649.443   | 복정분수소(민절계)             | 1843      | 조안분수소(민월계)    | 2492.443  |
| 광둥성 | 1130.945  | 분수소(월민계)                 | 2493      | 해구(월경계)          | 3623.945  |
| 하이난성 | 73.737    | 경주해협과해공정해남단(경월계) | 3624      | 용교(추뉴)            | 3697.737  |

## 사건
- 2020년 : 선하이 고속공로 원링 대계단 탱크로리 폭발 사고